# 波唐日
波唐日（法語：Potangis，法語發音：[pɔtɑ̃ʒi]）是法国马恩省的一个市镇，属于埃佩尔奈区。

## 地理
波唐日（48°35'15"N, 3°38'39"E）面积8.87 平方千米，位于法国大東部大區马恩省，该省份为法国东北部内陆省份，北起阿登省，西北接埃纳省，西南接塞纳-马恩省，南至奥布省，东南接上马恩省，东临默兹省。
与波唐日接壤的市镇（或旧市镇、城区）包括：佩里尼拉罗斯、伯通、拉塞勒苏尚特梅勒、尚特梅勒、埃克拉沃勒-吕雷、蒙热诺、维利耶欧科尔内耶。

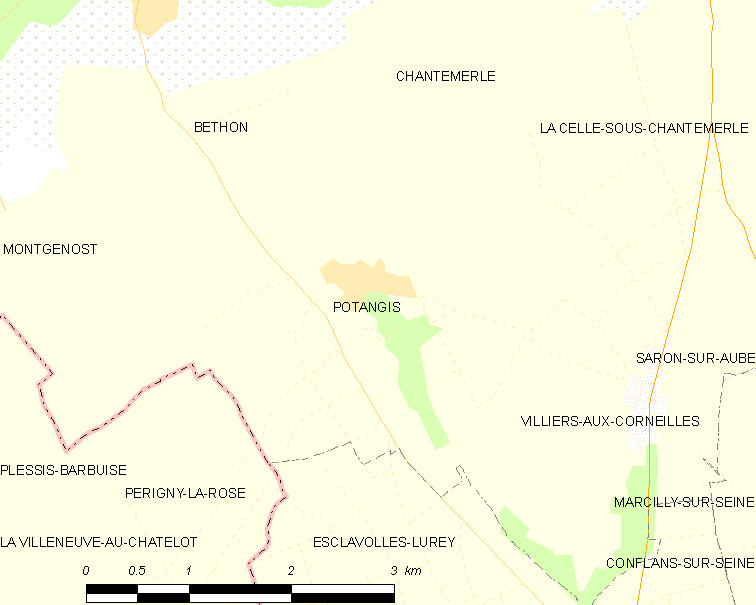
波唐日的OSM定位图

波唐日的时区为UTC+01:00、UTC+02:00（夏令时）。

## 行政
波唐日的邮政编码为51260，INSEE市镇编码为51443。

## 政治
波唐日所属的省级选区为韦尔蒂-香槟平原县。

## 人口

1962-2008年间波唐日人口变化图示

波唐日于2022年1月1日时的人口数量为115人。